# Basil D’Oliveira
Basil Lewis D’Oliveira (ur. 4 października 1931 w Kapsztadzie, zm. 19 listopada 2011) – angielski krykiecista.

## Życiorys
Urodzony w Południowej Afryce, został w ramach polityki apartheidu zaklasyfikowany do "kolorowych", co uniemożliwiło mu grę w pierwszoklasowym krykiecie. Został za to kapitanem niebiałej reprezentacji RPA, a także grał w reprezentacji "kolorowych" tego kraju w piłce nożnej.
Dzięki pomocy Johna Arlotta w 1960 wyemigrował do Anglii, gdzie początkowo występował w Central Lancashire Cricket Leaguew barwach Middleton Cricket Club, a następnie przeniósł się do pierwszoklasowego Worcestershire County Cricket Club (w 1964) i otrzymał obywatelstwo brytyjskie. Dwa lata później, jako wyróżniający się all-rounder, został powołany do reprezentacji Anglii. W 1967 został jednym z krykiecistów roku.
Kiedy Anglicy mieli na przełomie lat 1968/69 rozegrać serię meczów testowych w RPA, selekcjonerzy początkowo postanowili go nie powoływać z powodów politycznych – południowoafrykański prezydent BJ Vorster groził odwołaniem tournée w razie włączenia D’Oliveiry do składu. Kiedy jednak jego zastępca, Tom Cartwright, nie mógł zagrać, D’Oliveirę z powrotem powołano. Tournée zostało więc odwołane, a rozgłos, jaki to wywołało, został wykorzystany w walce z apartheidem.
Obecnie cierpiący na chorobę Parkinsona D’Oliveira przebywa w domu spokojnej starości. W 2004 trybuna stadionu Worcestershire's New Road otrzymała imię Basila D’Oliveiry; rok później przyznano mu Order Imperium Brytyjskiego.
Syn Basila, Damian D’Oliveira, również grał w krykieta - także na szczeblu pierwszoklasowym dla Worcestershire.

## Trofeum Basila D’Oliveiry
W 2004 ustanowiono przechodnie trofeum - Basil D’Oliveira Trophy - dla zwycięzcy serii meczów testowych między Anglią i RPA.

## Statystyki
Na podstawie.
| Rodzaj rozgrywek      | Mecze | Runy | Średnia odbić | Setki/pięćdziesiątki | Najlepszy rezultat | Catche/stumpingi |
| --------------------- | ----- | ---- | ------------- | -------------------- | ------------------ | ---------------- |
| Testy                 | 44    | 2484 | 40,06         | 5/15                 | 158                | 29/0             |
| One Day International | 4     | 30   | 10,00         | 0/0                  | 17                 | 1/0              |